# Олёхновичи (Брестская область)
Олёхновичи (бел. Алёхнавічы) — деревня в Берёзовском районе Брестской области Белоруссии. Входит в состав Малечского сельсовета.

## География
Деревня находится в центральной части Брестской области, при автодороге Н-90, на расстоянии приблизительно 13 километров (по прямой) к западу от города Берёза, административного центра района. Абсолютная высота — 158 метров над уровнем моря. Площадь населённого пункта — 0,1658 км².

## История
По состоянию на 1905 год, в Олехновичах проживало 366 человек. В административном отношении деревня входила в состав Малечской волости Пружанского уезда Гродненской губернии.
Согласно Рижскому мирному договору (1921), деревня вошла в состав межвоенной Польши. Входила в состав гмины Малеч Пружанского повета Полесского воеводства Польши. В 1921 году числилось 154 жителя, проживавших в 31 доме. В этническом составе населения того периода поляки составляли 100 %. В конфессиональном составе населения преобладали православные христиане (100 %).
С 1939 года в БССР, с 1940 года деревня в составе Малечского сельсовета.

## Население
По данным переписи 2019 года, в деревне проживало 2 человека.
| Год  | Население, человек |
| ---- | ------------------ |
| 1905 | 366                |
| 1921 | ↘ 154              |
| 2009 | ↘ 17               |
| 2019 | ↘ 2                |